# Cruz de tau

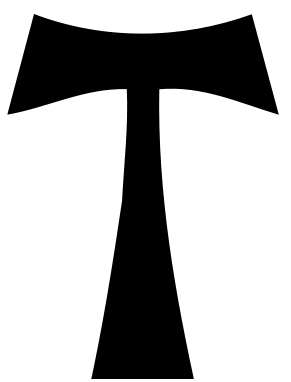
Cruz de tau llamada también crux commissa

La cruz de tau o, por simplificación, tau, es una figura emblemática en forma de la letra griega tau (Τ τ).
Justo Lipsio (1547-1606), en la terminología sobre las formas de cruces que él inventó, llamaba a este tipo de cruz la crux commissa.
Por ser empleada como signo distintivo de los Hermanos Hospitalarios de San Antonio, se llama también cruz de San Antonio Abad.
Otra orden religiosa que la utiliza como signo distintivo de sus miembros es la Orden franciscana.
Estas dos órdenes la representan normalmente con los extremos de sus brazos ampliados. "La terminación gruesa de los extremos del travesaño es una muestra de cómo se escribía a principios del siglo XIII."

## Cruz de ejecución y letra tau
La tau griega, decimonovena letra del alfabeto griego, corresponde a la última letra del alfabeto hebreo, que en el pasado tenía forma de dos líneas que se cruzan. La cruz de ejecución usada por los antiguos romanos, que podía ser de varias formas, normalmente tenía la forma de la letra tau, como indica Luciano de Samosata (125-181), quien en su Pleito entre las Consonantes hace proponer la pena de muerte a la letra T, "pues afirman que los tiranos se inspiraron en su forma e imitaron su figura para construir maderos de forma análoga y crucificar hombres en ellos; y de ahí recibe este maldito invento su maldita denominación. Por todos esos crímenes, ¿cuántas penas de muerte estimáis que merece la Tau? Por mi parte, estimo de justicia reservar este único castigo a la Tau: que sea ejecutada sobre su propia forma, ya que la cruz llegó a tallarse por ella, y así es llamada por los hombres."
En la numeración griega, la letra tau significaba 300. Por eso algunos Padres de la Iglesia interpretaron el número 300 en el Antiguo Testamento como prefiguración de la cruz de Cristo. Así, la Epístola de Bernabé de finales del siglo I o inicio del siglo II interpretó alegóricamente el número 318 (ΤΙΗ en la numeración griega) en Génesis 14:14 como indicación de la crucifixión de Jesús, dado que el número 18 (ΙΗ) corresponde a las primeras letras del nombre de Jesús (Ἰησοῦς) y el número 300 (Τ) representa la cruz: "El dieciocho se compone de la Ι, que vale diez, y la Η, que representa ocho. Ahí tienes el nombre de ΙΗϹΟΥC. Mas como la cruz había de tener la gracia en la figura de la Τ, dice también los trescientos. Consiguientemente, en las dos primeras letras significa a Jesús, y en otra, la cruz." Clemente de Alejandría (c. 150 - c. 215) indicó la misma interpretación alegórica del número 318. Tertuliano (c. 160-c. 220) observó que la tau griega y la T latina tienen la misma forma de la cruz de ejecución: "Ipsa est enim littera Graecorum Tau, nostra autem T, species crucis".

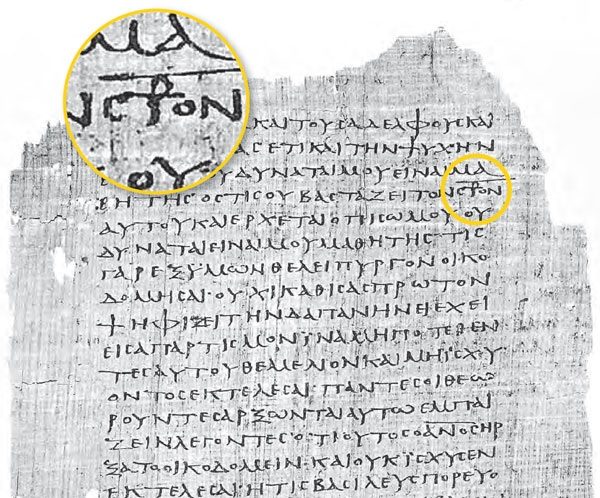
Estaurograma en un papiro.

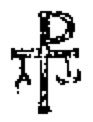
Estaurograma en las Catacumbas.

Desde alrededor del año 200 aparece en algunos antiguos manuscritos del Nuevo Testamento, entre ellos el Papiro 66, la palabra σταυρός, con la que se designa en el mismo Nuevo Testamento el instrumento de ejecución de Jesús, escrita con una combinación de las letras griegas tau y ro que así forman el símbolo, llamado el estaurograma, que podría significar una representación pictográfica de Jesús crucificado.
En el Libro de Ezequiel 9:4 se habla de un ángel que coloca una señal/marca/cruz en la frente de los que no participan en acciones malas. En el texto original hebreo, la palabra traducida por "señal", "marca" o "cruz" es תו (tau), el nombre de la última letra del alfabeto hebreo, que ahora se escribe "ת", pero que en el tiempo de Ezequiel todavía tenía la forma de cruz. Orígenes y Tertuliano interpretaron lo que dice Ezequiel como predicción de la costumbre de los primeros cristianos de marcar sus frentes con la señal de la cruz al comenzar actividades de todo tipo, particularmente las de rezar y dedicarse a la lectura sagrada.

## Relación con san Antonio Abad

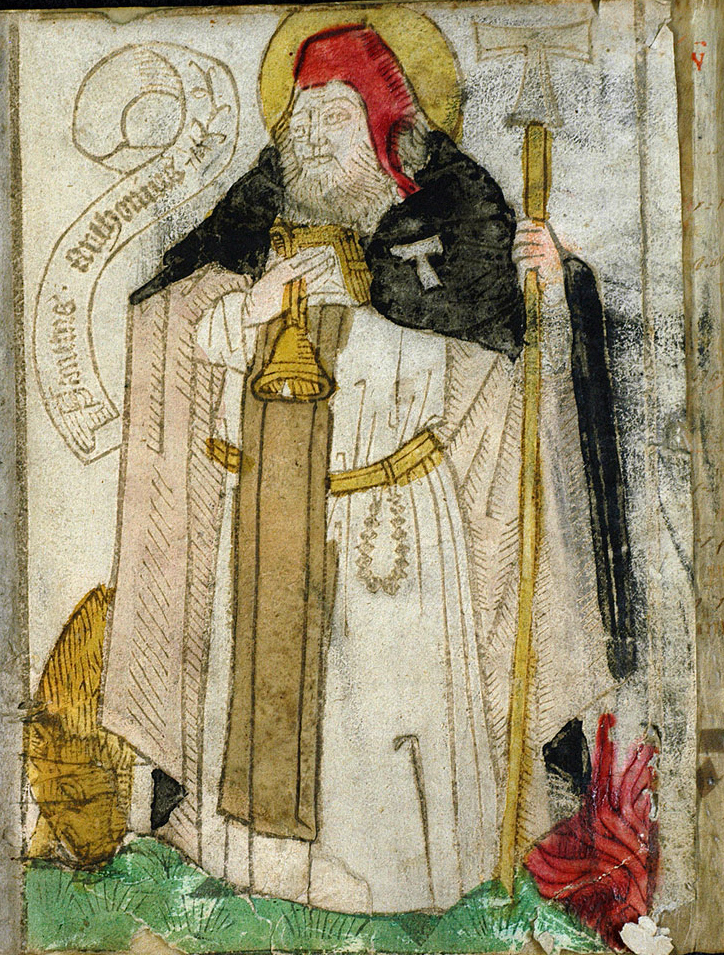
San Antonio Abad vestido con el manto de los Hermanos Hospitalarios de San Antonio (grabado en madera de los años 1460)

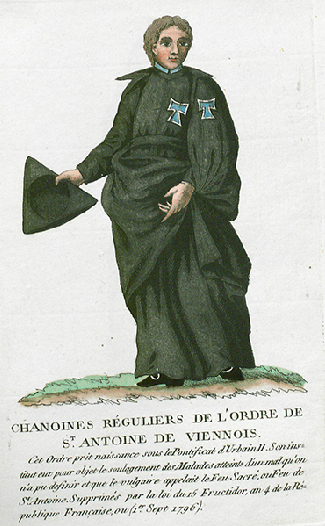
Miembro de los Hermanos Hospitalarios de San Antonio en su hábito religioso.

Los Hermanos Hospitalarios de San Antonio, llamados también antonianos, eran una orden religiosa católica fundada hacia 1095 por un noble del Delfinado en agradecimiento por la cura milagrosa de su hijo que padecía de ergotismo y fue sanado gracias a las reliquias de San Antón, que se conservaban en la iglesia de los monjes benedictinos dedicada a él en la localidad que ahora se llama Saint-Antoine-l'Abbaye en el departamento francés de Isère. La nueva orden fundó cerca un hospital, donde cuidaban particularmente a los afligidos por el ergotismo, enfermedad entonces muy común, especialmente entre los pobres, por el consumo de cereales contaminados con cornezuelo. Para poner fin a conflictos entre los benedictinos y los antonianos, el papa Bonifacio VIII dio a estos la custodia de la iglesia y de las reliquias. La orden de los Hermanos Hospitalarios de San Antonio siguió creciendo grandemente hasta poseer en su cénit, en el siglo XV, cerca de 370 hospitales y encomiendas con más de 10.000 religiosos.
Los miembros de la orden antoniana llevaban un hábito negro con la letra griega tau de color azul en el pecho, y como el ergotismo era llamado fuego de San Antón, esta cruz de tau del hábito religioso de la orden era conocida como cruz de San Antón.
Esta orden de los Hermanos Hospitalarios de San Antonio ha desaparecido. Sin embargo, existe todavía la Orden de los Antonianos Maronitas, fundada en 1700. Los miembros de esta orden llevan también una cruz de tau de color azul en su hábito religioso negro.

## Uso franciscano

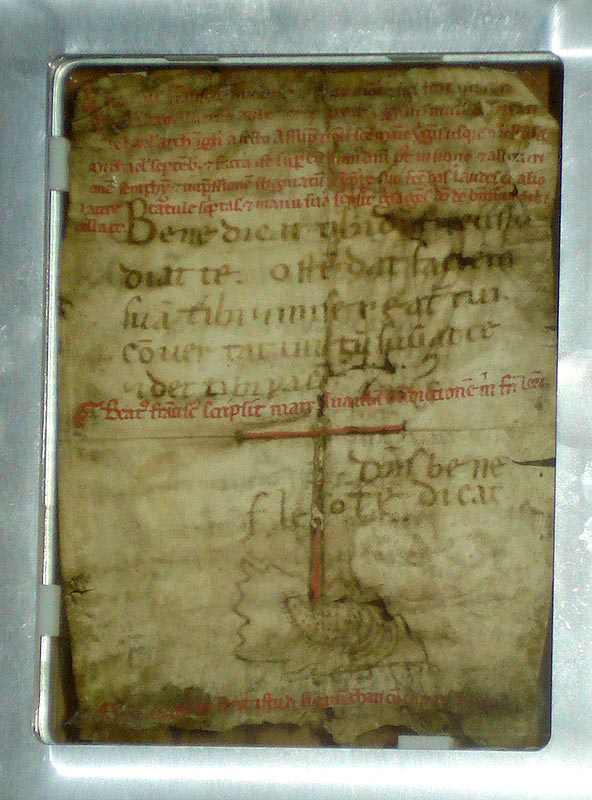
Carta autógrafa de Francisco de Asís

Su uso en el franciscanismo se remonta al mismo Francisco de Asís, quien la empleaba como su firma y sello personal. 
Durante la época de Francisco y a partir del IV Concilio de Letrán, convocado por el Papa Inocencio III, la Tau era un símbolo muy utilizado por la Iglesia católica, en general, como signo de conversión y señal de la cruz.
Al inaugurar ese Concilio, el papa Inocencio III predicó sobre Ezequiel 9 y llamó a todos los cristianos a hacer penitencia bajo el signo de la tau, signo de conversión y señal de la cruz. Como cuenta O. Englebert en su Vida de S. Francisco de Asís, el papa, después de describir la triste situación de los Santos Lugares hollados por los sarracenos, lamentó los escándalos que desacreditaban el rebaño de Cristo y lo amenazó con los divinos castigos si no se enmendaba. Evocó la visión de Ezequiel, cuando el Señor, agotada la paciencia, exclama con voz poderosa: «"Acercaos, vosotros que veláis sobre la ciudad; acercaos con el instrumento de exterminio en vuestras manos". Y he aquí que seis hombres llegaron con sendos azotes en sus manos. Entre ellos estaba un varón vestido de lino, con recado de escribir a la cintura. Y díjole Yahvéh: "Recorre Jerusalén, y señala con una tau las frentes de los justos que se encuentren en ella". Y dijo a los otros cinco: "Recorred la ciudad tras él, y exterminad sin piedad a cuantos encontréis; mas no toquéis a ninguno que esté señalado con la tau". "¿Quiénes son -continuó el Papa- los seis varones encargados de la venganza divina? Ésos sois vosotros, Padres conciliares, que, valiéndoos de todas las armas que tenéis a mano: excomuniones, destituciones, suspensiones y entredichos, habéis de castigar implacablemente a cuantos no estén señalados con la tau propiciatoria y se obstinen en deshonrar la Cristiandad».- «En su discurso de Letrán, Inocencio III había señalado con el signo tau a tres clases de predestinados: los que se alistaren en la cruzada; aquéllos que, impedidos de cruzarse, lucharen contra la herejía; finalmente, los pecadores que de veras se empeñaren en reformar su vida».
San Francisco de Asís, que participó en el Concilio en calidad de superior general de una Orden aprobada por la Iglesia, debió de tomarse muy en serio la invitación de Inocencio III, pues, según los compañeros y sus primeros biógrafos, amaba y veneraba la tau, "porque representa la cruz y significa una verdadera penitencia". Al comienzo de cualquier actividad se santiguaba con dicha señal, la prefería a cualquier otro signo y la pintaba en las paredes de las celdas. En sus conversaciones y predicaciones la recomendaba a menudo, y la dibujaba a modo de firma en todas sus cartas y escritos, "como si toda su preocupación fuese grabar el signo de la tau, según el dicho profético, sobre las frentes de los hombres que gimen y lloran, convertidos de veras a Cristo Jesús".
Entre los manuscritos autógrafos de Francisco en que firma con la "Tau" se encuentra su célebre "Bendición a fray León", reliquia que se conserva en la Basílica de San Francisco de Asís.